# Saab 18
Saab 18 er et tomotoret bombe- og rekognosceringsfly designet og bygget af Svenska Aeroplan AB til det svenske Flygvapnet, der havde anmodet om udvikling af flyet i 1938. Som følge af flere forsinkelser blev flyet først taget i tjeneste i 1944, men det blev hurtigt det primære svenske bombefly. Flyet blev anvendt som bombefly, rekognosceringsfly og tung jagerbomber, og blev tillige benyttet i udviklingen af katapultsæder, luft til jord-missiler, indtil flyet blev afløst af Saab 32 Lansen i slutningen af 1950'erne.
Der blev fremstillet i alt 245 eksemplarer af flyet, der alene blev anvendt i Sverige.

## Design og udvikling
Det svenske luftvåben anmodede i 1938 de svenske flyproducenter AB Svenska Järnvägsverkstädernas Aeroplanavdelning (ASJA), SAAB og AB Götaverken (GV) om at udvikle et design for et fly til afløsning af det tyske bombefly Junkers Ju 86. Det nye fly skulle have en besætning på tre mand, have høj hastighed og kunne udfylde rollen som rekognosceringsfly. ASJA, SAAB og GV sendte alle designforslag til luftvåbnet. GV's GV8 forekom at være det bedste design for opgaven, men på grund af prisen og som følge af, at GV's chefdesigner havde forladt virksomheden, besluttede det svenske flyvevåben i stedet at satse på SAAB's forslag. SAAB, der i mellemtiden var fusioneret med ASJA, fik herefter tildelt kontrakten med flyvevåbnet om udvikling af det nye fly.
SAAB og ASJA beskæftigede på daværende tidspunkt adskillige amerikanske flykonstruktører, der bl.a. havde erfaring med konstruktion af fly bygget alene af metal, og designet af Saab 18's havde følgelig nogle ligheder med amerikanske design. Udbruddet af 2. Verdenskrig i 1939 førte til en ændring af det svenske flyvevåbens prioriteter, hvilket bl.a. betød, at udviklingen af det lette bombefly Saab 17 blev fremskyndet på bekostning af udviklingen af Saab 18. Nedprioriteringen af projektet, samt en udvidelse af specifikationerne til Saab 18 til også at omfatte rollen som mellemtungt bombe- og styrtbombefly, betød, at flyets jomfruflyvning først fandt sted den 19. juni 1942.
Flyet havde en besætning på tre personer; en pilot, en navigatør og en bombekaster placeret i flyets næse til betjening af flyets bombemekanisme. Prototypen blev udviklet som et monoplan med dobbelt halefinne og blev drevet af to Pratt & Whitney R-1830 Twin Wasp stjernemotorer. Bevæbningen bestod af tre 13,2 mm maskingeværer, ét fastmonteret betjent af piloten samt to bevægelige betjent af henholdsvis navigatøren og bombekasteren. Prototypen kunne medbringe op til 1.000 kg bomber internt og op til otte bomber á 50 kg monteret under flyets vinger.
Testflyvningerne viste, at flyet havde for lidt motorkraft. Der var imidlertid mangel på motorer, bl.a. som følge af amerikanske restriktioner mod at levere motorer til Sverige, og uden udsigt til at kunne fremskaffe kraftigere motorer blev flyet sat i produktion i to udgaver: Et bombefly (B 18A) og et rekognosceringsfly (S 18A). S'et står for spaning ((svensk): rekognoscering).

## Operativ historie
Bombeflyet B 18A blev taget i tjeneste i juni 1944, og blev hurtigt det svenske flyvevåbens standardbombefly. Det lykkedes at opnå licens til at bygge den tyske vandkølede motor Daimler-Benz DB 605, der blev benyttet på den forbedrede Saab 18B, der blev benyttet som styrtbomber og fløj første gang den 10. juli 1944.
Den forbedrede B 18B blev videreudviklet til T 18B, der var et planlagt torpedofly, men da flyet fløj for hurtigt til at kunne kaste eksisterende torpedoer, blev T 18B i stedet anvendt som en tung jagerbomber med en 57 mm Bofors kanon i næsen.
I slutningen af 1940'erne blev det tredje besætningsmedlem fjernet, hvorefter flyets besætning bestod af to personer. Udviklingen af raketter mod jordmål og forbedrede bombesigter havde overflødiggjort behovet for en bombekaster. På dette tidspunkt havde Saab 18 fået ry for at have en dårlig ulykkesstatistik, hvilket førte til en beslutning om at udstyre alle eksisterende fly med katapultsæder for piloten og navigatøren/skytten.
Der blev i alt fremstillet 245 eksemplarer af Saab 18. Det sidste fly, en T 18B, blev leveret i 1948. Flyet blev anvendt af Flygvapnet indtil slutningen af 1950'erne, hvor det blev afløst af jetflyet Saab 32 Lansen. De sidste Saab 18 blev anvendt i forbindelse med afprøvning af svenske luft til jord-missiler.

## Bevarede fly
Der eksisterer i dag kun et enkelt eksemplar af Saab 18; en B 18B, under navnet Röd David. Flyet er udstillet på det svenske Flygvapenmuseum nær Linköping i Sverige. Flyet et et blandt en gruppe af otte fly, der gik tabt under en snestorm i 1946. Flyet blev bjærget og restaureret i 1979.

## Udgaver
Saab 18A
To Pratt & Whitney-drevne prototyper.
B 18A
Den første produktionsversion, bombefly drevet af to Pratt & Whitney R-1830 Twin Wasp stjernemotorer. 62 eksemplarer bygget, alle konverteret til S 18A standarden i 1946-47.
S 18A
Fotorekognosceringsudgave af B 18A, udstyret med PS-18/A radar.
Saab 18B
Prototype med Daimler-Benz-motorer.
B 18B
Styrtbombeudgave, drevet af to Daimler-Benz DB 605B stempelmotorer. Bygget i 119 eksemplarer. Udstyret med op til otte jordmålsraketter i slutningen af 1940'erne.
T 18B
Planlagt torpedofly; videreudviklet til angreb på mål på landjorden. Bygget i 52 eksemplarer. Bevæbnet med to 20 mm maskinkanoner og en 57 mm maskinkanon. Anvendt som testfly for det svenske Rb 302 sømålsmissil.